# Jaromír Meixner
Jaromír Meixner (* 11. března 1940 Brno) je bývalý český profesionální hokejista. V roce 2021 byl uveden do Síně slávy českého hokeje.

## Klubové statistiky
| Sezona     | Klub                    | Soutěž     | Základní část | Základní část | Základní část | Základní část | Základní část | Play off | Play off | Play off | Play off | Play off |
| Sezona     | Klub                    | Soutěž     | Z             | G             | A             | B             | TM            | Z        | G        | A        | B        | TM       |
| ---------- | ----------------------- | ---------- | ------------- | ------------- | ------------- | ------------- | ------------- | -------- | -------- | -------- | -------- | -------- |
| 1957-58    | TJ Spartak Královo Pole | TCH-2      | —             | —             | —             | —             | —             | —        | —        | —        | —        | —        |
| 1958-59    | TJ Tatran Opava         | TCH-2      | —             | —             | —             | —             | —             | —        | —        | —        | —        | —        |
| 1959-60    | ASD Dukla Jihlava       | TCH        | 21            | 1             | 0             | 1             | —             | —        | —        | —        | —        | —        |
| 1960-61    | ASD Dukla Jihlava       | TCH        | 32            | 5             | 0             | 5             | —             | —        | —        | —        | —        | —        |
| 1961-62    | Rudá hvězda Brno        | TCH        | 22            | 5             | 5             | 10            | 6             | —        | —        | —        | —        | —        |
| 1962-63    | TJ ZKL Brno             | TCH        | 31            | 5             | 8             | 13            | 4             | —        | —        | —        | —        | —        |
| 1963-64    | TJ ZKL Brno             | TCH        | 32            | 7             | 19            | 26            | 8             | —        | —        | —        | —        | —        |
| 1964-65    | TJ ZKL Brno             | TCH        | 32            | 12            | 10            | 22            | —             | —        | —        | —        | —        | —        |
| 1965-66    | TJ ZKL Brno             | TCH        | 34            | 12            | 16            | 28            | —             | —        | —        | —        | —        | —        |
| 1966-67    | TJ ZKL Brno             | TCH        | 35            | 6             | 17            | 23            | —             | —        | —        | —        | —        | —        |
| 1967-68    | TJ ZKL Brno             | TCH        | 36            | 15            | 6             | 21            | —             | —        | —        | —        | —        | —        |
| 1968-69    | TJ ZKL Brno             | TCH        | 31            | 6             | 11            | 17            | —             | —        | —        | —        | —        | —        |
| 1969-70    | TJ ZKL Brno             | TCH        | 36            | 4             | 13            | 17            | —             | —        | —        | —        | —        | —        |
| 1970-71    | TJ ZKL Brno             | TCH        | 41            | 4             | 8             | 12            | —             | —        | —        | —        | —        | —        |
| 1971-72    | TJ ZKL Brno             | TCH        | 35            | 5             | 12            | 17            | 20            | —        | —        | —        | —        | —        |
| 1972-73    | TJ ZKL Brno             | TCH        | 33            | 0             | 0             | 0             | 17            | —        | —        | —        | —        | —        |
| 1973-74    | VŠTJ Technika Brno      | TCH-4      | —             | —             | —             | —             | —             | —        | —        | —        | —        | —        |
| 1974-75    | VŠTJ Technika Brno      | TCH-4      | —             | —             | —             | —             | —             | —        | —        | —        | —        | —        |
| TCH celkem | TCH celkem              | TCH celkem | 451           | 87            | 125           | 212           | 55            | —        | —        | —        | —        | —        |

### Reprezentační statistiky
| Rok  | Tým            | Událost | Z | G | A | B | TM |
| ---- | -------------- | ------- | - | - | - | - | -- |
| 1965 | Československo | MS      | 3 | 0 | 2 | 2 | 0  |
| 1966 | Československo | MS      | 5 | 0 | 1 | 1 | 0  |